# Lindsay Robins
Lindsay Robins (Montréal, 18 dicembre 1986) è una cantautrice canadese.

## Biografia
Nel 2006 pubblica il suo primo album da solista Dirty Chemistry, dal quale vengono estratti tre singoli: What Would You Do, Freaks e I Can’t Forget Your Face. Inoltre vengono rese disponibili all'ascolto nel MySpace della cantante altre due canzoni: Possessions e Home.
In seguito va in tour insieme ai Simple Plan.
Nel 2007 scrive molte canzoni per la serie TV Instant Star e interpreta Shooting Star nel CD Songs from Instant Star Three.
Nel 2009 entra nei Moonshot, gruppo hard rock fondato dal chitarrista degli Stone Sour Josh Rand. Nello stesso anno la band incide il suo primo EP, contenente tre tracce: Instant Revolution, Feedback e Blood Red.
Nel 2011 entra in un'altra band, i Crooked Valentine. Con loro pubblica un EP contenente quattro tracce: War Machine, Dead Zone, Gates of Hell e Break Out.

## Discografia

### Da solista
- 2006 - Dirty Chemistry

### Con i Moonshot
- 2009 - Moonshot EP

### Con i Crooked Valentine
- 2011 - CV EP